# GMP-Reduktase
GMP-Reduktasen (GMPR) sind Enzyme in Eukaryoten und Bakterien, die die Desaminierung von GMP zu IMP katalysieren. Diese Reaktionen dienen der Rückgewinnung und Aufrechterhaltung der Balance von Purinnukleotiden in der Zelle.
Menschen haben zwei Gene, die für GMPR codieren (GMPR und GMPR2 auf den Chromosomen 6 und 114), die jeweils zwei Spleißvarianten erzeugen. GMPR2 hat möglicherweise eine weitere Funktion bei der Differenzierung von Monozyten.

## Katalysierte Reaktion
+ NADPH/H+ {\displaystyle \longrightarrow }

{\displaystyle \longrightarrow }  + NH3 + NADP+
Von GMP wird Ammoniak abgespalten und IMP entsteht. Die Reaktion ist irreversibel.